# صورة جماعية مع سيدة (رواية)
رواية "صورة جماعية مع سيدة" نُشرت سنة 1971 وتُرجمت إلى العربية بواسطة صلاح حاتم ضمن مشروع مكتبة نوبل. تقع الرواية في أكثر من 600 صفحة وتدور أحداثها بين نهايات الحرب العالمية الثانية والسنوات التي تلتها.
عنوان الرواية يُحيل إلى صورة فوتوغرافية لكنها ليست ثابتة بل متحركة تنبض بالحياة تنقل القارئ بين وجوه مختلفة ومصائر متقاطعة كلها مرتبطة بالسيدة "ليني" التي تمثل محور الرواية. الرواية لا تروي قصة امرأة فحسب بل تستعرض صورة كاملة للمجتمع الألماني عبر مصيرها الشخصي.

## المؤلف
هاينريش بول (1917-1985) هو أحد أبرز أعلام الأدب الألماني في القرن العشرين وواحد من رموز "أدب الأنقاض" الذي ظهر بعد الحرب العالمية الثانية. وُلد في مدينة كولونيا لعائلة كاثوليكية وشارك في الحرب جندياً ثم أُسر على يد قوات التحالف مما ترك أثراً عميقاً في نفسه وأدبه.
بدأ بول مسيرته الأدبية بعد الحرب وبرز كصوت نقدي جريء ضد النازية ومخلفاتها النفسية والاجتماعية. كتب بأسلوب واقعي يغوص في النفس البشرية وركز في أعماله على قضايا الطبقة الفقيرة والمهمشين. حاز جائزة نوبل للآداب عام 1972 وكان السبب الرئيسي هو روايته "صورة جماعية مع سيدة" التي اعتُبرت ذروة إنتاجه الأدبي.

## الشخصيات
تتمحور الرواية حول عدد كبير من الشخصيات لكن التركيز الأساسي يكون على :
- ليني بيرنفالد : البطلة المركزية امرأة قوية في أواخر الأربعينات من عمرها فقدت زوجها خلال الحرب وتعيش على هامش المجتمع بعد أن تركت حياتها البرجوازية. رغم فقرها تحافظ على كرامتها واستقلالها.
- أوغست : أحد الأشخاص الذين يرتبطون بعلاقة عاطفية مع ليني يمثل صورة عن الجنود المنكسرين بعد الحرب.
- بيلتسر : تاجر خردة انتهازي يعيش في هوامش المجتمع ويشكل رمزاً لتأقلم البعض مع الخراب.
- والد ليني : رجل غارق في تأنيب الضمير بعد فقد ابنه يمثل النموذج الكلاسيكي للأب الألماني الذي انهارت قيمه بعد الحرب.
- شخصيات فرعية كثيرة تمر في حياة ليني وتُساهم في تشكيل المشهد الجماعي الذي ترسمه الرواية.

## ملخص الرواية
تبدأ الرواية في إطار يشبه التحقيق أو التوثيق الصحفي عن حياة ليني حيث يقوم الراوي بجمع شهادات من أشخاص عرفوها في مراحل مختلفة من حياتها.
من خلال هذه الشهادات نكتشف حياة ليني التي عملت أولاً في مكتب والدها ثم في مشتل وثم بستانية وثم مساعدات إنسانية خلال الحرب. تزوجت من ضابط صف في الجيش لكنه قُتل بعد زواجهما بثلاثة أيام فقط.
تمر ليني بمراحل من التشرد والعمل المؤقت والفقر لكنها تظل متمسكة بكرامتها وقيمها. ترفض الانخراط في الطبقة الجديدة التي ظهرت بعد الحرب وتعيش حياة متواضعة لكنها إنسانية.
تُبرز الرواية تحولات المجتمع الألماني من الانبهار بالنازية إلى الانهيار الأخلاقي بعد الحرب من خلال حياة هذه المرأة التي تحمل في داخلها تاريخاً كاملاً.

## الأسلوب الأدبي
يتميز أسلوب هاينريش بول في هذه الرواية بأنه سرد غير خطي يقوم على تقنية الشهادات المتعددة مما يمنح القارئ وجهات نظر مختلفة عن الشخصية الرئيسة.
اللغة واقعية وعميقة وتخلو من الزخرفة ولكنها معبرة بشكل مؤلم.
بول لا يكتفي بوصف الأحداث بل يغوص في دواخل الشخصيات يكشف عن تناقضاتهم ويدفع القارئ إلى التعاطف مع الضعفاء والمنكسرين.
استعمل أيضًا أسلوب الراوي المتخفي الذي لا يتدخل كثيرًا في الحكم بل يترك الشهادات تتحدث عن نفسها ما يجعل الرواية تشبه صورة جماعية حقيقية.

## النقد الأدبي
نالت الرواية استحسانًا نقديًا كبيرًا في ألمانيا والعالم واعتُبرت من أهم أعمال هاينريش بول إذ أبرزت مدى قدرته على تصوير التدهور القيمي الذي أصاب المجتمع بعد الحرب.
أشاد النقاد باستخدامه العبقري لتعدد الأصوات وتصويره الواقعي لمدينة كولونيا المدمرة وشخصية ليني التي أصبحت رمزًا إنسانيًا.
وقد رأى بعض النقاد أن الرواية بطيئة الإيقاع ومليئة بالتفاصيل لكن هذا لم يُنقص من قيمتها الأدبية.
الرواية تُصنف اليوم ضمن أهم روايات ما بعد الحرب في أوروبا.

## المغزى والرسائل
تحمل الرواية رسائل إنسانية وأخلاقية عميقة من أهمها :
- إدانة الحرب : من خلال الخراب الذي أصاب كل الشخصيات تظهر الرواية كصرخة ضد الحروب ونتائجها المدمرة.
- المرأة كرمز للمقاومة : ليني ليست ضحية بل تمثل نموذجًا للمرأة التي تصمد وتُعيد بناء حياتها رغم كل الفقدان.
- التضامن مقابل الانتهازية : تبرز الرواية الشخصيات المتضامنة والمخلصة في مقابل تلك التي استغلت الحرب لمصالحها.
- ذاكرة جماعية : كما يشير العنوان الرواية ليست عن فرد بل عن مجتمع بأكمله تُجسد ذاكرة جماعية تختزن الألم والفقر والقهر والخلاص الشخصي.

## أهمية الرواية في الأدب الألماني
"صورة جماعية مع سيدة" تُعد واحدة من العلامات الفارقة في مسيرة بول وفي الأدب الألماني الحديث.
ليست مجرد رواية بل شهادة على مرحلة مؤلمة من التاريخ وقد ساهمت بشكل مباشر في حصول بول على جائزة نوبل للآداب سنة 1972.
كما أثرت الرواية في أجيال من الكتّاب الألمان الذين حاولوا لاحقًا إعادة قراءة الماضي من منظور إنساني بعيدًا عن الأيديولوجيا.